# Nové Mesto nad Váhom
Nové Mesto nad Váhom és una ciutat d'Eslovàquia. Es troba a la regió de Trenčín, és capital del districte de Nové Mesto nad Váhom.

## Història
A l'actual barri de Mnešice s'hi descobrí un jaciment que data de l'època paleolítica, eneolita, un barri cendrer de l'edat de bronze i les tombes de Gran Moràvia. La vila es convertí en un mercat important gràcies a la seva posició a la cruïlla de les carreteres de Považie a Moràvia amb el gual sobre el riu Váh. La primera menció escrita de la vila es remunta al 1253 quan Belo IV acordà la llibertat als ciutadans per llur fidelitat durant la invasió tàrtara. Del 1388 al 1550 pertanyé a la noblesa de Beckov, quan obtingué els privilegis de ciutat. El 1440 la vila fou envaïda pels hussites, el 1503 i el 1559 pels turcs i durant el 1705 pels soldats imperials. Les fortificacions ja estaven totes construïdes cap als segles xvi i xvii. Al segle xix es desenvolupà com una vila d'artesans, amb mercats agrícoles, sobretot de cereals. El 1870 hi tingué lloc la primera obra teatral i el 1875 s'hi fundà una impremta.

## Barris
La ciutat es divideix en set barris:
- Centrum I
- Centrum II
- Centrum III i Mnešice
- Dolné Samoty
- Hájovky
- Javorinská
- Rajková

## Demografia
| Godina             | 1994   | 2004   | 2014   | 2024   |
| ------------------ | ------ | ------ | ------ | ------ |
| Nombre de persones | 21.578 | 20.827 | 20.119 | 19.257 |
| Diferència         |        | −3,48% | −3,39% | −4,28% |

| Godina             | 2023   | 2024   |
| ------------------ | ------ | ------ |
| Nombre de persones | 19.296 | 19.257 |
| Diferència         |        | −0,20% |

## Ciutats agermanades
- Uherské Hradiště, República Txeca
- Sant Petersburg, Rússia
- Kysáč, Sèrbia

- Bakú, Azerbaidjan
- Maribor, Eslovènia

1. 1 2  «Počet obyvateľov podľa pohlavia - obce (ročne) [om7101rr_obce=AREAS_SK]».   Statistical Office of the Slovak Republic, 31-03-2025. [Consulta: 31 març 2025].